# Adela Forestello

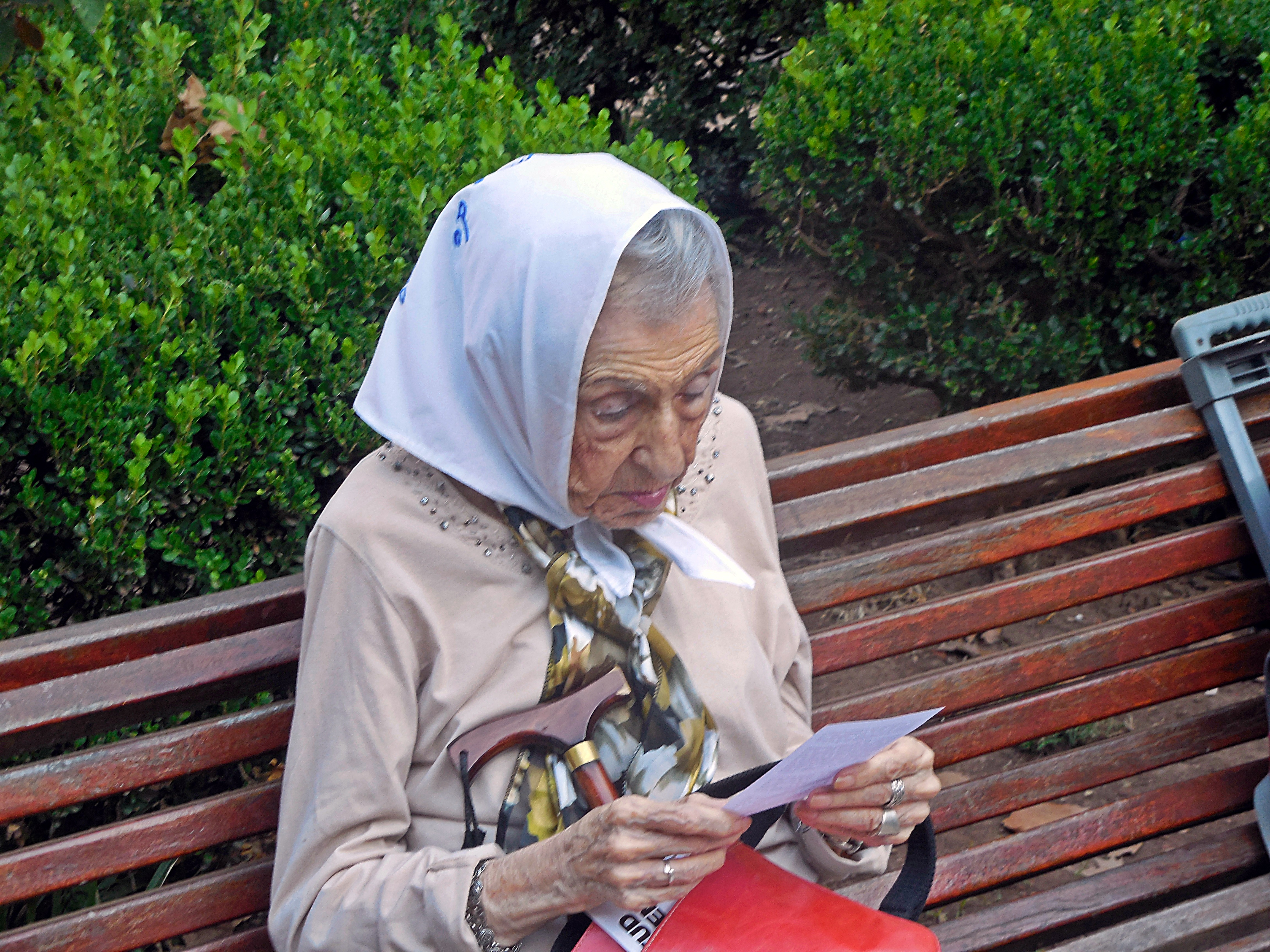
Lila en la Plaza, el 4 de mayo de 2017

Adela Panelo de Forestello, conocida como Lila Panelo, (Posadas, Misiones, 31 de enero de 1923-Rosario, 11 de agosto de 2021) fue una activista por los derechos humanos argentina e integrante de la asociación Madres de la Plaza 25 de Mayo.

## Biografía
Nació en Posadas, era la hija del medio de tres hermanos. A los trece años se mudaron a la ciudad de Rosario, Santa Fe.
Fue profesora de matemáticas y trabajó en la Escuela Normal N.º 1 de la ciudad de Rosario.
Se casó con Domingo Forestello (1917-1976), de profesión odontólogo y tuvieron dos hijas, una de ellas fue Marta María.

## Persecución a su familia

### Desaparición de su hija y yerno
Adela fue la madre de Marta María Forestello (Lala), (nacida el 22 de enero de 1953), estudiante de Estadística de la Universidad Nacional de Rosario y militante de Montoneros, secuestrada el 19 de agosto de 1977 en la calle Lavalle entre 9 de Julio y 3 de Febrero de Rosario.
Estuvo secuestrada primero en el Servicio de Informaciones Policía de Santa Fe y luego en Quinta de Funes, la escuela Magnasco y La Intermedia. En el momento del secuestro estaba con su hija Victoria de un año.
Marta María estaba casada con Miguel Ángel Tosetti, nacido el 3 de marzo de 1947 en Diamante, Entre Ríos; de profesión escribano e integrante de Montoneros.
Tosetti desapareció en Rueda 5545 de Rosario en septiembre de 1977 y fue visto en la Quinta de Funes. Continúa desaparecido.

### Recuperación de su nieta
Quince días después del secuestro de Marta María, Lila asistió al Juzgado de Menores, donde un secretario llamado Artigas le dijo que su nieta se encontraba en la Policía de Menores. 
Allí se la restituyeron con signos de maltrato y abandono. 

Tenía pañales sucios de varios días atrás, estaba con sarna y piojos.

Estaba en la dependencia policial de Cafferata y Catamarca, dirigida entonces por Leyla Perazzo.
Perazzo reconoció en 2012, que tuvo conocimiento que muchos niños que llegaban a la Policía de Menores venían de operativos en los que estaban involucrados presos políticos y que los padres podían ser desaparecidos.

## Juicios

### Causa Guerrieri III
Adela brindó el primer testimonio de una madre de la Plaza 25 de Mayo en un juicio a represores.
Fue querellante en la causa conocida con el nombre popular de Guerrieri I. El 15 de abril de 2010 el Tribunal Oral en lo Criminal Federal N° 1 de Rosario, dio a conocer la sentencia: fue el primer fallo por delitos de lesa humanidad en Rosario, posteriormente confirmado en septiembre de 2014. Entre las víctimas que aún continúan desaparecidas está Marta María Forestello.

### Prisión perpetua y cárcel común
El 12 de mayo de 2017 el Tribunal Oral Federal en lo Criminal N.º 1 de Rosario dictó prisión perpetua y cárcel común a todos los implicados en la causa Guerrieri III.
Los acusados por privación ilegítima de la libertad, tormentos y homicidio, son el exagente de Inteligencia Eduardo Costanzo, los ex PCI Walter Pagano, Ariel López, Juan Andrés Cabrera y Rodolfo Daniel Isach (que también era policía durante la última dictadura), y los militares Pascual Guerrieri; Marino Héctor González; Alberto Pelliza; Jorge Fariña y Juan Amelong, integrantes del Destacamento de Inteligencia 121 de Rosario durante los primeros años de la última dictadura.

## Homenajes

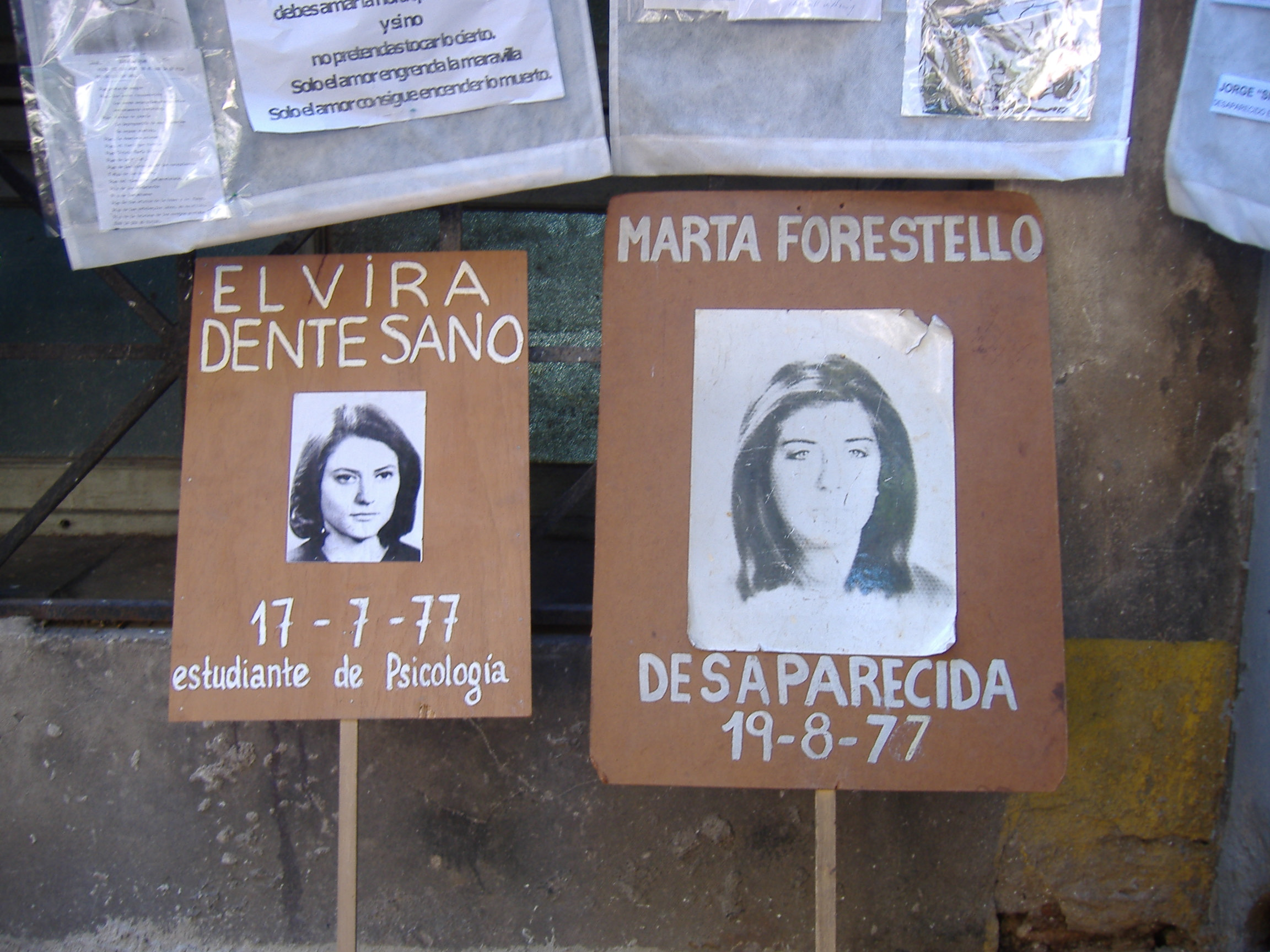
Cartel de Marta Forestello, desaparecida de Rosario

- En marzo de 2015, participó junto a Elsa Massa y Norma Vermeulen, del acto de entrega por parte del gobierno de Santa Fe, de 300 legajos con información clasificada a familiares y víctimas de la última dictadura militar.[10]
- “Pasos Encontrados”, se inauguró en la Plaza 25 de Mayo, obra del artista plástico Dante Taparelli (en marzo del 2016) en memoria de las Madres que inmortaliza en bloques de cemento y bronce, replicando las huellas reales de varias de las mujeres que integraron e integran la Asociación de Madres de la Plaza 25 de Mayo, su lucha y testimonio. Adela Forestello estuvo entre las presentes junto a otras madres.[11]
- Una de las aulas del segundo piso de la Facultad de Ciencia Política y Relaciones Internacionales de la Universidad Nacional de Rosario (UNR), llevará el nombre de Madres de Plaza 25 de Mayo de Rosario, reconocidas por «su incansable y pacífica lucha contra la impunidad y su constante compromiso en la defensa de los derechos de los pueblos». Adela también participó junto a otras madres del acto realizado en marzo de 2016 para conmemorar el 40,º aniversario del golpe de Estado.